# جوزپه دآگاتا
جوزپه دآگاتا (ایتالیایی: Giuseppe D'Agata؛ ‏ ۱۱ ژانویهٔ ۱۹۲۷ – ۲۹ مارس ۲۰۱۱) نویسنده اهل ایتالیا بود.
از فیلم‌هایی که وی در آن‌ها نقش داشته است، می‌توان به پزشک بیمه سلامت، کلافه و ملول از محبت خانواده و ژنرال ایستاده می‌خوابد اشاره نمود.